# Issanlas

Issanlas este o comună în departamentul Ardèche din sud-estul Franței. În 1 ianuarie 2022 avea o populație de 103 de locuitori.